# Little Darlings
Little Darlings è un film statunitense del 1980 con protagoniste Kristy McNichol e Tatum O'Neal e diretto da Ronald F. Maxwell. La sceneggiatura è stata curata da Kimi Peck e Dalene Young e la colonna sonora originale composta da Charles Fox. Il film è stato pubblicizzato con la didascalia "Non lasciarti ingannare dal titolo" ("Don't let the title fool you").

## Trama
Un gruppo di ragazze adolescenti di Atlanta si incontrano a un campo estivo e, all'insaputa degli adulti, fanno una scommessa su chi di loro perderà prima la sua verginità. Le due ragazze in competizione sono rivali e hanno un carattere molto diverso: Angel Bright è una ragazza povera, cinica e sprezzante, Ferris Whitney è una ragazza ricca, ingenua, elegante e romantica. Le compagne si dividono in due gruppi, ciascuno sostenitore di Ferris o Angel. Le due scelgono i ragazzi a cui vogliono concedersi, Angel sceglie Randy, un ragazzo del campo dall'altra parte del lago, Ferris sceglie invece Gary Callahan, l'anziano responsabile del campo. Fanno da contorno alla vicenda principale gli avvenimenti del campo, i combattimenti con il cibo e i canti intorno al falò. Le due ragazze scoprono che il sesso non è quello che pensavano fosse. Infatti, Ferris pensa all'amore come un qualcosa di romantico, Angel crede sia invece un atto puramente biologico. Le due ragazze, dopo molti avvenimenti e complicanze, arrivano ad una conclusione. Ferris capisce che l'amore non è necessariamente solo romanticismo, Angel scopre che quello che lei reputava solo un qualcosa di biologico, in realtà comporta delle forti emozioni.

## Produzione
Il film è stato prodotto dalla King's Road Productions di Stephen Friedman. Le riprese sono state effettuate a Hard Labor Creek State Park, 50 miglia a est di Atlanta durante l'estate del 1979. I segni e gli oggetti di scena costruiti per il film rimangono per i visitatori. Gli incassi sono stati di 19,4 milioni di dollari.

## Distribuzione

### Versione censurata per la televisione
Little Darlings è stato replicato in televisione in una versione pesantemente ritagliata, da cui sono state rimosse tutte le scene e i dialoghi legati al sesso, dando l'impressione che invece di cercare di perdere la verginità, Angel e Ferris fossero impegnate in una competizione per un ragazzo. Le scene cancellate sono state sostituite con filmati alternativi non visti nella versione teatrale, inclusa una scena in cui Angel salva Ferris dall'annegamento nel lago durante un temporale. Il regista Ron Maxwell ha dichiarato di non aver partecipato a questa versione televisiva e di non approvarla.

## Premi
- Candidatura agli Young Artist Awards per Kristy McNichol